# (863) Benkoela
(863) Benkoela es un asteroide perteneciente al cinturón exterior de asteroides descubierto el 9 de febrero de 1917 por Maximilian Franz Wolf desde el observatorio de Heidelberg-Königstuhl, Alemania.
Está posiblemente nombrado por Bengkulu, una ciudad de la isla de Sumatra.